# Anton Maras
Anton Maras, (Derventa, 1. siječnja 1961.), hrvatski taekwondo trener i natjecatelj. Na europskom prvenstvu u Stuttgartu 1984. godine. osvojio je srebrnu medalju što predstavlja vrhunac njegove karijere. Osniva savez Bosne i Hercegovine 1986., a nakon raspada Jugoslavije 1992. učlanjuje savez u ETU i WTF organizacije.  Od 1992. do 1997. vodio je reprezentaciju Bosne i Hercegovine kao njezin prvi izbornik. Početkom 2003. organizira prvi u nizu od svojih turnira pod nazivom M-1.

## Vanjske poveznice
- Taekwondo centar Maras  Arhivirana inačica izvorne stranice od 11. veljače 2011. (Wayback Machine)
- Taekwondo centar Maras
- International taekwondo championship M-2  Arhivirana inačica izvorne stranice od 12. veljače 2011. (Wayback Machine)